# Municipalità di Glamorgan Spring Bay
La municipalità di Glamorgan Spring Bay è una delle 29 local government areas che si trovano in Tasmania, in Australia. Essa si estende su di una superficie di 2.522 chilometri quadrati ed ha una popolazione di 4.329 abitanti. La sede del consiglio si trova a Triabunna.